# Бич Божий (фильм, 1988)
«Бич божий» — художественный фильм режиссёра Олега Фиалко.

## Сюжет
Выйдя из тюрьмы, сорокалетний Ляшенко ограбил на вокзале человека и вместе с деньгами похитил паспорт. Поняв, что он ограбил своего друга детства, Ляшенко решил вернуть украденное. Состоялась ночная беседа бродяги Леонида Ляшенко с преуспевающим чиновником Валерием Куненко. Нахлынули воспоминания почти тридцатилетней давности.

Фильм повествует о том, почему же разошлись их пути.

## В ролях
| Актёр                 | Роль                                              |
| --------------------- | ------------------------------------------------- |
| Виктор Проскурин      | Леонид Ляшенко                                    |
| Александр Мартынов    | Валерий Куненко                                   |
| Людмила Лобза         | Феодосия Ростиславовна, учительница               |
| Эрнст Романов         | Иван Сергеевич, директор школы                    |
| Ольга Матешко         | Варвара Алексеевна, учительница украинского языка |
| Анастасия Бедрединова | Любовь Андреевна, учительница начальных классов   |
| Александр Милютин     | Микола Иванович, физрук                           |
| Юрий Дубровин         | Бурандуков                                        |
| Елена Ерёменко        | буфетчица                                         |
| Сергей Подгорный      | Серега                                            |
| Лариса Тотунова       | Людмила                                           |
| Пётр Сорокин          | Вася                                              |
| Тамара Муженко        | проводница                                        |
| Георгий Мартиросян    | встречающий                                       |
| Ваня Янчук            | Леша Ляшенко в детстве                            |
| Дима Копп             | Валера Куненко в детстве                          |
| Катя Казанцева        | Наташа                                            |
| Юра Доцюк             | Селя                                              |
| Тоня Фиалко           | школьница                                         |
| Николай Гудзь         |                                                   |

## Съёмочная группа
- Авторы сценария — Валерий Тодоровский, Олег Фиалко
- Режиссёр-постановщик — Олег Фиалко
- Операторы-постановщики — Алексей Золотарёв, Эдуард Тимлин
- Художник-постановщик — Вячеслав Ершов
- Композитор — Вячеслав Назаров
- Звукорежиссёр — Елена Межибовская.

## Факты
- Съёмки проходили:
  - в здании средней школы № 6 города Дружковки Донецкой области, родном городе режиссёра фильма Олега Фиалко;
    - в частности, в кабинетах № 9 (физический) и № 17 (исторический),

  - а также в Москве, на Киевском вокзале и
  - в школе № 2 и на плотине посёлка Донской, возле Свято—Никольского храма.
- В фильме используется в качестве ругательства таинственное слово «секутанака»; что это такое, объяснений нет[1]. Можно только отметить, что использовалось оно в отрицательном смысле, применительно к нерадивым в какой-либо области ученикам. Предположительно, оно японского происхождения[1]. Высказывалась гипотеза о японском транскрибировании русского слова «сектантка»[1]. Есть версия, что это 仕事の赤 (сиготонака) — пленный японец в СССР.